# 伊奥尔戈斯·卡米尼斯
伊奥尔戈斯·卡米尼斯（希臘語：Γεώργιος Καμίνης，1954年7月15日—），美籍希腊人，法学教授。2010年12月29日至今，担任雅典市长。

## 生平
卡米尼斯生于美国纽约，并因此获得美籍公民身份，即使在担任雅典市长后仍然保留这一身份。在5岁时离开纽约，前往雅典。1980年，毕业于雅典大学。